# Giá cổ phiếu

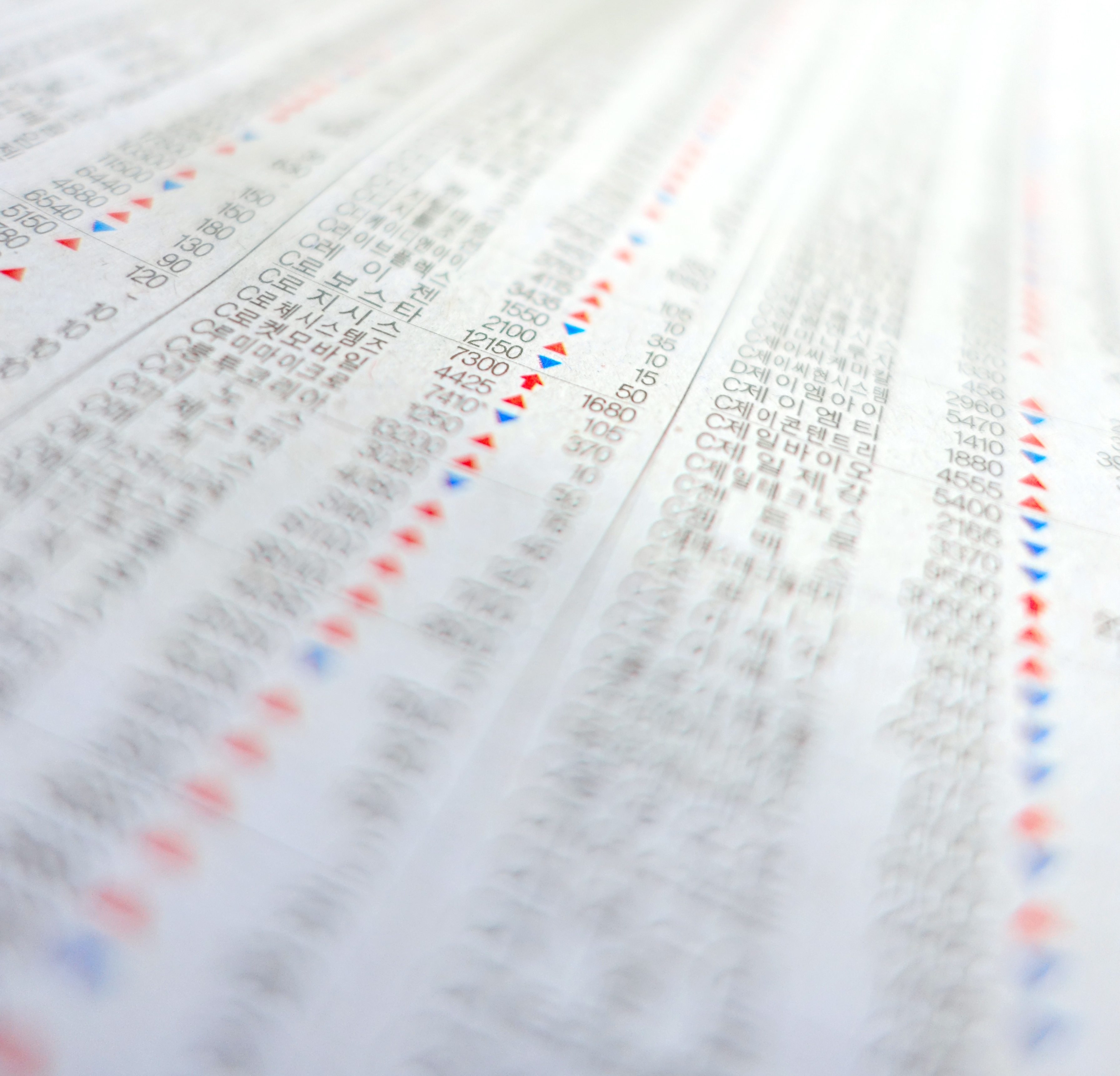
Danh sách thị giá cổ phiếu đăng trên một tạp chí ở Hàn Quốc

Giá cổ phiếu (Stock price) hay còn gọi là thị giá cổ phiếu (Share price) là giá cả thị trường (thị giá) một cổ phiếu trong vốn chủ sở hữu (vốn cổ phần) có thể giao dịch bán được của một công ty. Theo thuật ngữ thông dụng thì giá cổ phiếu là số tiền cao nhất mà một người sẵn sàng trả cho cổ phiếu hoặc số tiền thấp nhất mà nó có thể được mua. Giá cổ phiếu hay thị giá cổ phiếu không đồng nhất với mệnh giá cổ phiếu (là giá trị mà tổ chức phát hành ấn định cho tờ cổ phiếu và được ghi rõ trị số trên tờ cổ phiếu đó). Tác giả Robert D. Coleman trong tác phẩm Sự phát triển của giá cổ phiếu lưu ý rằng việc phát minh ra sổ sách kế toán kép vào thế kỷ XIV đã dẫn đến việc định giá công ty dựa trên các tỷ lệ như giá trên mỗi đơn vị thu nhập (từ báo cáo thu nhập), giá trên mỗi đơn vị giá trị ròng (từ bảng cân đối kế toán) và giá trên mỗi đơn vị dòng tiền (từ báo cáo quỹ). Bước tiến tiếp theo là định giá cổ phiếu riêng lẻ thay vì toàn bộ công ty. Tỷ lệ giá/cổ tức bắt đầu được sử dụng. Tiếp theo, giai đoạn tiếp theo là sử dụng dòng tiền chiết khấu, dựa trên giá trị thời gian của tiền, để ước tính giá trị nội tại của cổ phiếu.

## Định giá
Trong kinh tế và lý thuyết tài chính, các nhà phân tích sử dụng kỹ thuật lý thuyết bước đi ngẫu nhiên (Random walk) để lập mô hình hành vi của tài sản giá, đặc biệt là giá cổ phiếu của các công ty niêm yết công khai. Thực tiễn này có cơ sở dựa trên giả định rằng các nhà đầu tư hành động hợp lý và không có thành kiến, đồng thời tại bất kỳ thời điểm nào họ ước tính giá trị kinh tế của một tài sản dựa trên những kỳ vọng trong tương lai. Trong những điều kiện này, tất cả thông tin hiện có đều ảnh hưởng đến giá, giá này chỉ thay đổi khi có thông tin mới xuất hiện, thông tin mới xuất hiện ngẫu nhiên và ảnh hưởng ngẫu nhiên đến giá tài sản. Các nghiên cứu thực nghiệm đã chứng minh rằng giá cả không hoàn toàn tuân theo những bước đi ngẫu nhiên.
Phân tích kỹ thuật sử dụng hầu hết các điểm bất thường để trích xuất thông tin về biến động giá trong tương lai từ dữ liệu lịch sử. Nhưng một số nhà kinh tế, chẳng hạn như Eugene Fama, lập luận rằng hầu hết các mô hình này xảy ra một cách tình cờ, chứ không phải là kết quả của hành vi phi lý hoặc kém hiệu quả của các nhà đầu tư. Một trường phái tư tưởng khác, tài chính hành vi, cho rằng tính không ngẫu nhiên là do những thành kiến về nhận thức và cảm xúc của nhà đầu tư. Điều này có thể trái ngược với phân tích cơ bản. Khi xem xét trong thời gian dài, giá cổ phiếu có liên quan đến kỳ vọng về thu nhập và cổ tức trong tương lai của công ty.
Theo phân tích kỹ thuật của Công ty Cổ phần Chứng khoán Thành phố Hồ Chí Minh (HSC) thì có ba yếu tố ảnh hưởng tới giá cổ phiếu, gồm mức cổ tức bằng tiền, giá trị hiện tại của doanh nghiệp và tăng trưởng lợi nhuận hay dòng tiền của doanh nghiệp. Trong đó, cổ tức bằng tiền nếu được duy trì với một tỷ lệ ổn định sẽ tác động tích cực đến giá cổ phiếu, nếu tỷ lệ cổ tức quá cao thì có thể doanh nghiệp đang thiếu ý tưởng kinh doanh để mang lại tăng trưởng. Giá trị của doanh nghiệp được thể hiện thông qua các chỉ số định giá P/E, P/B, giúp so sánh doanh nghiệp mục tiêu với các doanh nghiệp khác cùng ngành, còn tốc độ tăng trưởng lợi nhuận là yếu tố giúp cổ phiếu được định giá cao hơn.
Thị giá chứng khoán (Stock price) nói chung và thị giá cổ phiếu nói riêng, phản ánh giá trị mua và bán cổ phiếu thông qua các giao dịch trên thị trường. Thị giá của cổ phiếu bị ảnh hưởng nhiều bởi kết quả hoạt động của doanh nghiệp. Công ty hoạt động hiệu quả, sẽ mang lại lợi nhuận và cổ tức cao cho nhà đầu tư. Ngược lại, nếu thua lỗ, doanh nghiệp khiến nhà đầu tư mất niềm tin và gián tiếp đẩy giá cổ phiếu sụt giảm. Các nhà đầu tư chuyên nghiệp thường dựa vào kết quả kinh doanh của công ty để đánh giá giá trị thực của cổ phiếu. Cung cầu chứng khoán cũng ảnh hưởng đến thị giá cổ phiếu, khi một cổ phiếu được nhiều người mua, giá cổ phiếu có xu hướng tăng lên và ngược lại, việc bán tháo cổ phiếu ồ ạt khiến thị giá giảm mạnh, nhà đầu tư sẽ thu về ít lợi nhuận hơn. Ngoài ra, giá cổ phiếu có xu hướng tỉ lệ thuận với sự phát triển của nền kinh tế, tức tăng khi kinh tế phát triển và ngược lại, bên cạnh đó, Khi xuất hiện điều chỉnh trong chính sách, nhiều nhà đầu tư không đủ tự tin để tiếp tục rót tiền nên giá cổ phiếu thường có xu hướng giảm, ngoài ra, giá cổ phiếu cũng chịu ảnh hưởng bởi tâm lý đầu tư.